# Acmaeodera cribricollis
Acmaeodera cribricollis är en skalbaggsart som beskrevs av Horn 1894. Acmaeodera cribricollis ingår i släktet Acmaeodera och familjen praktbaggar. Inga underarter finns listade i Catalogue of Life.